# Secinaro
Secinaro – miejscowość i gmina we Włoszech, w regionie Abruzja, w prowincji L’Aquila.
Według danych na rok 2004 gminę zamieszkiwało 476 osób, 15,4 os./km².